# Liste der Biografien/Schmidi
Liste der Biografien |
Portal Biografien |
Personensuche
# |
A |
B |
C |
D |
E |
F |
G |
H |
I |
J |
K |
L |
M |
N |
O |
P |
Q |
R |
S |
T |
U |
V |
W |
X |
Y |
Z |
?
 
Sa |
Sb |
Sc |
Sd |
Se |
Sf |
Sg |
Sh |
Si |
Sj |
Sk |
Sl |
Sm |
Sn |
So |
Sp |
Sq |
Sr |
Ss |
St |
Su |
Sv |
Sw |
Sy |
Sz
 
Sca–Sce |
Sch |
Sci–Scz
 
Scha |
Schc |
Schd |
Sche |
Schg |
Schi |
Schj |
Schk |
Schl |
Schm |
Schn |
Scho |
Schp |
Schr |
Schs |
Scht |
Schu |
Schv |
Schw |
Schy
 
Schma |
Schme |
Schmi |
Schmo |
Schmu |
Schmy
 
Schmic |
Schmid |
Schmie |
Schmig |
Schmik |
Schmil |
Schmin |
Schmir |
Schmis |
Schmit
 
Schmida |
Schmidb |
Schmide |
Schmidf |
Schmidg |
Schmidh |
Schmidi |
Schmidj |
Schmidk |
Schmidl |
Schmidm |
Schmidp |
Schmidr |
Schmids |
Schmidt |
Schmid, A |
Schmid, B |
Schmid, C |
Schmid, D |
Schmid, E |
Schmid, F |
Schmid, G |
Schmid, H |
Schmid, I |
Schmid, J |
Schmid, K |
Schmid, L |
Schmid, M |
Schmid, N |
Schmid, O |
Schmid, P |
Schmid, R |
Schmid, S |
Schmid, T |
Schmid, U |
Schmid, V |
Schmid, W |
Schmid, Y
Die Liste der Biografien führt alle Personen auf, die in der deutschsprachigen Wikipedia einen Artikel haben. Dieses ist eine Teilliste mit 18 Einträgen von Personen, deren Namen mit den Buchstaben „Schmidi“ beginnt.

## Schmidi

### Schmidig
- Schmidig, Balz (1894–1947), Schweizer Komponist und Schwyzerörgeler
- Schmidig, Franz (1917–2008), Schweizer Akkordeon- und Schwyzerörgelispieler
- Schmidiger, Hermann (1937–2023), Schweizer Radrennfahrer
- Schmidiger, Jerome (* 1999), Schweizer Unihockeyspieler
- Schmidiger, Reto (* 1992), Schweizer Skirennfahrer

### Schmidin
- Schmidinger, Dolores (* 1946), österreichische Schauspielerin und KabarettistinDolores Schmidinger (* 1946)

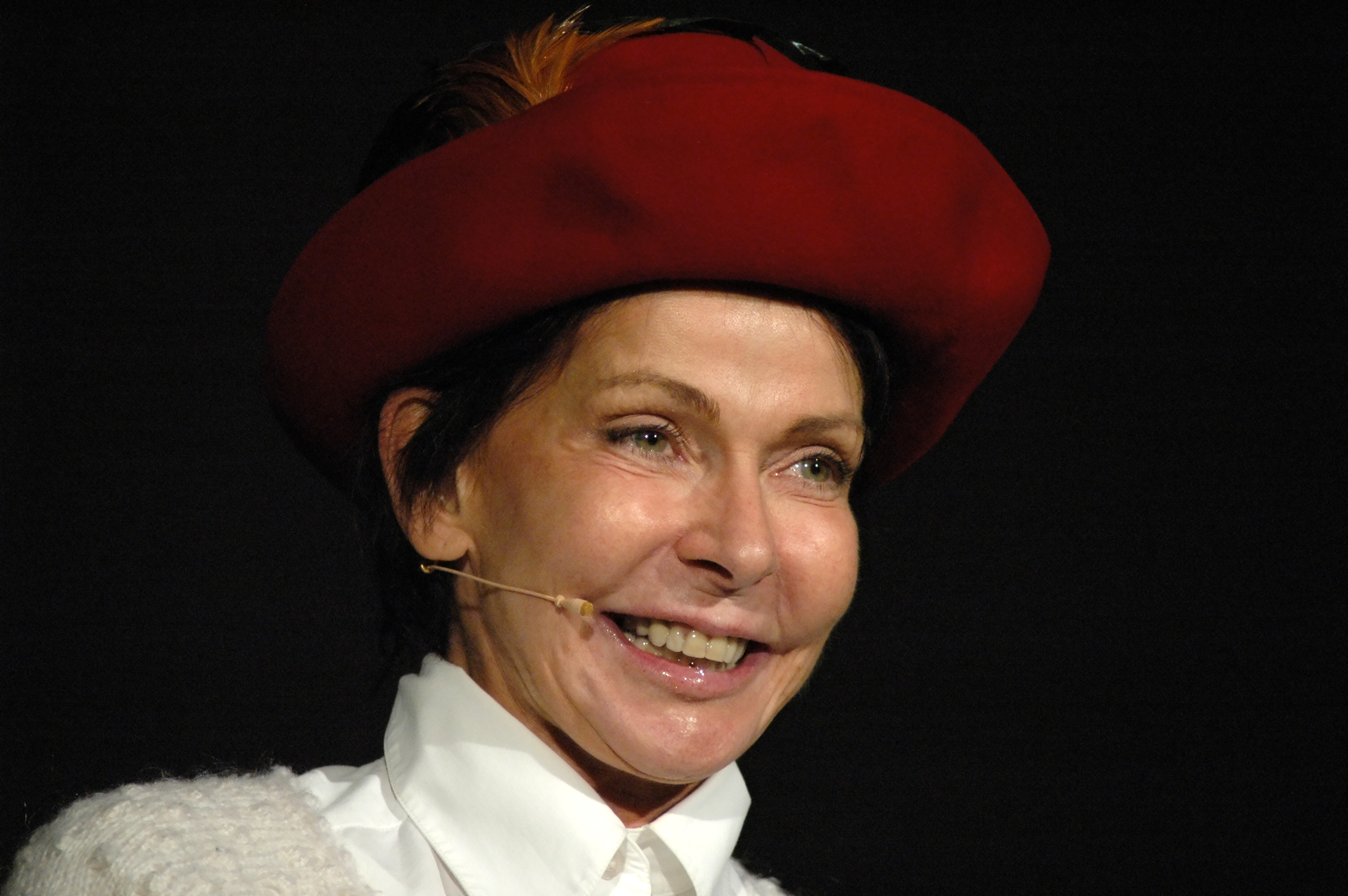
Dolores Schmidinger (* 1946)

- Schmidinger, Gerhard (* 1943), österreichischer Komponist
- Schmidinger, Gregor (* 1985), österreichischer Drehbuchautor und Regisseur
- Schmidinger, Hans (1912–1994), österreichischer Bildhauer, Maler und Restaurator
- Schmidinger, Hans (1926–2010), österreichischer Politiker (ÖVP)
- Schmidinger, Heinrich (1916–1992), österreichischer Historiker
- Schmidinger, Heinrich (* 1954), österreichischer römisch-katholischer Theologe
- Schmidinger, Helmut (* 1969), österreichischer Komponist
- Schmidinger, Johann (* 1862), deutscher Verwaltungsjurist und Bezirksoberamtmann
- Schmidinger, Krista (* 1970), US-amerikanische Skirennläuferin
- Schmidinger, Thomas (* 1974), österreichischer Politikwissenschaftler, Sozial- und Kulturanthropologe
- Schmidinger, Walter (1919–1979), deutscher Eishockeyspieler
- Schmidinger, Walter (1933–2013), österreichischer Schauspieler